# Al este del Edén (novela)
Al este del Edén o El este del Edén, a veces también traducida como Al este del Paraíso (East of Eden) es una novela de 1952 del novelista y premio Nobel estadounidense John Steinbeck. Narra la historia de dos familias, los Trask y los Hamilton, en el periodo comprendido entre la Guerra de Secesión y la Primera Guerra Mundial y sitúa el núcleo de su trama en el californiano valle de Salinas, lugar de origen del autor. De carácter tangencialmente autobiográfico, la novela mezcla personajes y situaciones reales, como son los propios Hamilton, que constituyen la familia materna del propio Steinbeck, con otros puramente imaginarios.
La novela, construida a modo de monumental epopeya de evidentes referentes bíblicos, gira alrededor del problema de la naturaleza del Mal y de su relación con el libre albedrío y destaca por su magnificencia épica, su profundidad psicológica, la inusual riqueza de los secundarios y lo extremo de algunos personajes y situaciones. Estilísticamente, representa una evolución en el autor, que sin abandonar el naturalismo de sus obras precedentes, pretende, simultáneamente, dotar de un evidente sentido alegórico a tramas y personajes, lo que confiere a la obra un sentido idealista.
Al este del Edén  es la obra más compleja y ambiciosa de Steinbeck. Fue considerada por el propio autor como la más redonda de sus obras, llegando a definir toda su producción anterior como un simple «entrenamiento» sin más valor que el de servirle como preparación del proyecto: Creo que todo lo que he escrito hasta ahora ha sido, en cierta forma, un ensayo para esto. (I think everything else I have written has been, in a sense, practice for this.)

## Argumento
Concluida la Guerra de Secesión americana, y tras el suicidio de su esposa, Cyrus queda al cuidado de su hijo recién nacido, Adán, lo que le llevará a contraer un nuevo matrimonio del que nacerá su hermanastro, Charles. Al cabo de los años, la creencia de que Adán tiene un carácter demasiado débil y necesita fortalecerse, unido a su amor a la milicia, llevarán a Cyrus a forzar a su primogénito a alistarse en el ejército. Mientras tanto, su hermano, al que considera demasiado violento e inestable para seguirlo, se quedará al cuidado de la hacienda familiar y de su madre, que morirá poco después de tuberculosis.
Tras una década en el cuerpo de caballería, Adán regresa a su hogar para reunirse con su hermano coincidiendo con la muerte de su padre. Ambos hermanos descubrirán que son los herederos de la enorme fortuna que su padre, secretamente, había amasado por medios presumiblemente ilícitos durante una larga estancia en Washington D. C. A partir de ese momento, siendo conscientes de que no necesitan trabajar para vivir, y a pesar de ciertas periódicas querellas, los dos hermanos vivirán una plácida y discreta existencia en la granja paterna.
Su convivencia se verá drásticamente alterada una tarde por la aparición de una joven agonizante que, víctima de una brutal paliza, llega arrastrándose hasta su puerta. Adán, conmovido por el estado calamitoso de la misteriosa mujer e impresionado por su extraordinaria belleza, no tardará en enamorarse perdidamente de ella, precipitándose a pedirle matrimonio. Para su desgracia, la joven resultará ser Cathy Ames, un ser frío, manipulador y desalmado que bajo su dulce apariencia esconde un terrible pasado criminal y cuya maldad no tardará en manifestarse.
Adán, completamente hechizado por su nueva esposa cuya verdadera naturaleza no alcanza a imaginar, y dispuesto a complacerla a toda costa, abandonará a su hermano y se instalará en el sur de California. Allí pronto entablará amistad con su vecino, Samuel Hamilton, emigrante irlandés de penetrante inteligencia. Será este el primero en intuir algo perverso y antinatural en Cathy, pero, guiado por la prudencia, se callará. Mientras tanto, Cathy, al descubrir que se encuentra encinta, trata de provocarse el aborto introduciéndose una aguja de punto, lo que le causa una grave hemorragia. El médico encargado de atenderla no tardará en comprender lo ocurrido y amenaza con denunciarla, pero Cathy, a través de astucias, consigue hacerlo desistir. Sin embargo, no podrá evitar que éste le revele al ingenuo Adán su estado, lo que la obligará a proseguir con el embarazo.
Concluido éste, y dada la falta de experiencia de Adán, Samuel se ofrece a asistir a Cathy en el parto, del que nacen dos mellizos, Caleb y Aarón. Sin embargo, la absoluta frialdad, casi inhumana, de la madre, que parece mostrar una total indiferencia por sus hijos, reafirmarán los temores de Samuel hasta el punto de sospechar que esta planea hacer algo terrible. Efectivamente, días después, Adán se encontrará a su esposa completamente vestida y terminando de hacer el equipaje: se dispone a abandonarlos. Al tratar de retenerla, le dispara a sangre fría, dejándolo malherido.
Los años se suceden y Adán, poco a poco, irá superando el terrible trauma en el que le ha sumido el abandono y traición de su esposa, a la que sigue amando. Mientras tanto, Cathy, que ahora se hace llamar a Kate, ha conseguido ser admitida como prostituta en el burdel de Faye, una mujer bondadosa, noble y, a pesar de su profesión, de ética intachable que al principio desconfía de ella, pero que queda asombrada de extraordinaria destreza. A través de la impostura y el engaño, no tardará en ganarse con fingida bondad y modestia el corazón de sus compañeras y de la propia Faye, que acabará por ver en ella a la hija que nunca tuvo. Finalmente, Faye cambiará su testamento en favor de Kate dejándole a su muerte todos sus bienes, incluida la propiedad del establecimiento. A partir de ese momento Kate procederá a envenenar a Faye lentamente hasta matarla.
Tras una década, Adán descubre que su esposa, que creía en el este, regenta en realidad el más depravado burdel de la región. Una tarde, y tras reunir el valor, decide enfrentarse a ella. Tras el agrio choque, Adán queda, sin embargo, liberado de su carga al percibir plenamente por vez primera la verdadera naturaleza de Kate. Antes de abandonar el local, no duda en prevenirla de que llegará el día en que podrá verse a sí misma y a los demás como realmente son y no a través de su distorsionado y cínico punto de vista.
Los hijos de ambos han crecido y son ya adolescentes. Aarón es sensible e ingenuo como su padre. Caleb, en cambio, muestra una doble naturaleza: aunque puede mostrarse cruel y manipulador en ocasiones, lucha por contener lo que él percibe como una tendencia al mal y se arrepiente rápidamente de sus fechorías. Inteligente y observador no tarda en averiguar que su madre, a pesar de las piadosas mentiras de su padre, está viva. Decide entonces visitarla, lo que solo le sirve para constatar que es un ser ruin y despreciable. Sin embargo, siendo plenamente consciente de que Aarón no podría soportar conocer la verdad, se guarda para sí el secreto.
Adán se meterá en un dudoso negocio de transportes que, tras fracasar, pondrá a la familia al borde de la ruina. Será entonces cuando, Caleb, tratando de ganarse el amor de su padre que, quizás porque reconoce rasgos de Kate en él, siempre le ha mostrado cierta frialdad, decidirá recuperar a toda costa el dinero perdido. Para ello, y con la ayuda de Will Hamilton, el codicioso hijo de Samuel, se mezclará en una operación especulativa con el precio de las cosechas.
Cuando finalmente Caleb ofrece el dinero así reunido a su padre, éste lo rechaza con violencia, afirmando que se trata de un dinero sucio obtenido a través del engaño, y compara su actitud, a su juicio deshonesta, con la de su hermano. Caleb, completamente cegado por el resentimiento, conduce a traición su hermano hasta el burdel de Kate, dónde le presenta a su madre. Aarón, destrozado ante la visión, huye para acabar alistándose como voluntario para el frente europeo. Paralelamente, Kate, al ver las lágrimas de su hijo, experimenta una suerte de revelación, siendo consciente por primera y única vez en su vida de lo corrupto de su naturaleza y, no pudiendo sopórtalo, se suicida con una sobredosis de narcóticos.
Adán, meses más tarde, sufrirá una apoplejía al conocer la muerte de Aarón en combate que lo dejará al borde de la muerte. Caleb, completamente consumido por los remordimientos, confesará a su padre a su parte de culpa en la muerte de su hermano. La novela concluye con la redentora palabra hebrea timshel, que hace referencia a Génesis 4:7 y con la que el Adán, en postrero esfuerzo, trata de reconfortar a su hijo y animarle a luchar hasta derrotar la maldad que mora en él.

## Temas
Los temas principales de la novela son el Mal y la cuestión de hasta qué punto el hombre puede evitar el pecado o está predestinado al mismo, que son presentados a través de una revisión alegórica del mito de Caín. Steinbeck, a la hora de abordar estás cuestiones, se muestra ambivalente y deliberadamente ambiguo. Si bien es cierto que su esperanzador final puede dar a entender que la respuesta del autor es positiva, un análisis más profundo admite la interpretación contraria. Así, mientras que el personaje de Caleb, en conformidad la visión del mundo judeocristiana, demuestra poseer la capacidad de elegir el Bien a pesar de cierta predisposición contraria de su carácter, Cathy Ames es descrita desde su misma presentación como “un monstruo psíquico” con evidentes tendencias criminales, lo que la haría de ella un ser completamente predestinado al Mal.

## Principales personajes
Cathy Ames/Kate Trask:
Es el personaje principal de la trama y responsable directo de todos los conflictos que se desarrollan a lo largo de lo misma. Es presentada desde su niñez como un ser perverso, egoísta e incapaz de sentir la más mínima empatía del que Steinbeck llega a afirmar que nació con el “alma deformada” ("malformed soul"). Completamente amoral, no duda en utilizar a sus semejantes y, si es necesario, recurrir al crimen para lograr sus objetivos, siendo el primero de ellos el asesinato a sangre fría de sus padres, a los que quema vivos. Poseedora de una extraordinaria belleza, la utiliza como medio para obtener la sumisión completa de los hombres, sobre los que posee una especial capacidad de fascinación y a los que, sin embargo, desprecia. Capaz también de reconocer las debilidades y más oscuros deseos de quienes la rodean, lo que no duda en aprovechar en su beneficio, es inmune la inmensa mayoría de éstas, que observa con desdén.
Steinbeck, que dedicó ímprobos esfuerzos a la construcción del personaje, lo consideró como su mayor logro y el preferido entre sus “hijos” literarios, refiriéndose a ella en ocasiones como su “querida Cathy”. Recibido en su momento con frialdad por la crítica por entender que era demasiado perverso y poco verosímil, es hoy en día celebrado como una de las más tempranas y precisas descripciones literarias de la personalidad psicopática.
Cathy es, por otro lado, una encarnación simbólica del Mal, lo que lleva a Steinbeck a presentarla en ocasiones a través de clichés más propios de la novela gótica que de la novela naturalista, otorgándole ciertos atributos y cualidades rayanas a lo sobrenatural.
Adán Trask:
Víctima de una Cathy que lo desprecia al punto de no sentirse obligada a matarlo, es un hombre inseguro, ingenuo y esencialmente recto. Carente de verdadera ambición y capaz de sacrificar su voluntad al deseo o el bienestar de los otros, no es, paradójicamente, hasta la llegada de Cathy a su vida cuando decide luchar por sus propios sueños, mostrando, por única vez en su vida, el deseo de emprender algún proyecto vital.
Caleb Trask:
Hijo de ambos, es un personaje ambivalente que combina ciertos rasgos de carácter propios de su madre con otros contrarios. Por una parte, es astuto, manipulador y ha heredado de su madre la capacidad de percibir las debilidades de los demás y usarlas en su favor. Por otro lado, es generoso y víctima fácil de los remordimientos. Es uno de los personajes más complejos de la trama por representar la verdadera naturaleza humana, capaz de lo peor y lo
mejor.

## Recepción crítica y repercusión
Como ha sido corriente con la producción de Steinbeck, la obra fue recibida en su momento de modo dispar por crítica y público. Mientras que el academicismo se mostró, por lo general, displicente, considerándola una obra sensacionalista y destacando supuestos problemas de construcción formal, el  gran público lo acogió con entusiasmo, convirtiéndose rápidamente en Best Seller y siendo desde entonces una de las obras más populares y apreciadas de la historia de la literatura universal. Hoy en día, la obra ha sido revindicada por amplios sectores de la crítica, no faltando quienes consideran Al este del Edén la mejor obra del autor.

## Adaptaciones
El libro fue adaptado para el cine en la película de 1955 Al este del Edén, del director Elia Kazan y protagonizada por James Dean, Julie Harris, Richard Davalos, Raymond Massey, Jo Van Fleet, y Burl Ives. La película adapta el tercio final del libro, tomándose numerosas licencias. Dean es especialmente recordado por su interpretación de Caleb (Cal), que es considerada como la mejor de su corta carrera.
En 1981, ABC produjo una miniserie homónima de ocho horas considerablemente más fiel a la novela. Se emitió en tres capítulos y fue protagonizada, entre otros, por Timothy Bottoms y Jane Seymour, que ganó un Globo de Oro por su interpretación de Cathy Ames.